# Данилов, Михаил Данилович
Михаил Данилович Данилов (8 июля 1908 или 8 [21] июля 1908, Туруново, Ядринский уезд, Казанская губерния, Российская империя — 19 декабря 1975, Йошкар-Ола, Марийская АССР, РСФСР, СССР) — советский хозяйственный, государственный и политический деятель.

## Биография
Родился в 1908 году в селе Туруново. Учился в Чебоксарской школе № 1.
Член ВКП(б).
С 1933 года — на хозяйственной, общественной и политической работе. В 1933—1975 годах — доцент кафедры ботаники, декан лесохозяйственного факультета, заместитель директора по учебной и научной работе, директор, заведующий кафедрой ботаники, доцент, директор, ректор, профессор, заведующий кафедрой ботаники и лесозащиты Поволжского лесотехнического института (ныне Поволжский государственный технологический университет).
Избирался депутатом Совета Национальностей Верховного Совета СССР 4-го созыва от Марийской АССР.
Умер в 1975 году в Йошкар-Оле.

## Труды
Данилов М.Д. Растительность Марийской АССР.. — Йошкар-Ола: Марийское книжное издательство, 1956. — 146 с.

## Память
Мемориальная доска в г. Йошкар-Оле (Ленинский пр-кт, 19).